# Niels Dall
Niels Dall (Århus, 3 de octubre de 1984) es un deportista danés que compitió en tiro con arco, en las modalidades de arco recurvo y arco compuesto. Ganó una medalla de bronce en el Campeonato Mundial de Tiro con Arco en Sala de 2005, en la prueba de arco compuesto por equipo.

## Palmarés internacional
| Campeonato Mundial en Sala | Campeonato Mundial en Sala | Campeonato Mundial en Sala | Campeonato Mundial en Sala |
| Año                        | Lugar                      | Medalla                    | Prueba                     |
| -------------------------- | -------------------------- | -------------------------- | -------------------------- |
| 2005                       | Aalborg (Dinamarca)        | Medalla de bronce          | Equipo                     |